# Drenkelingenhuisje

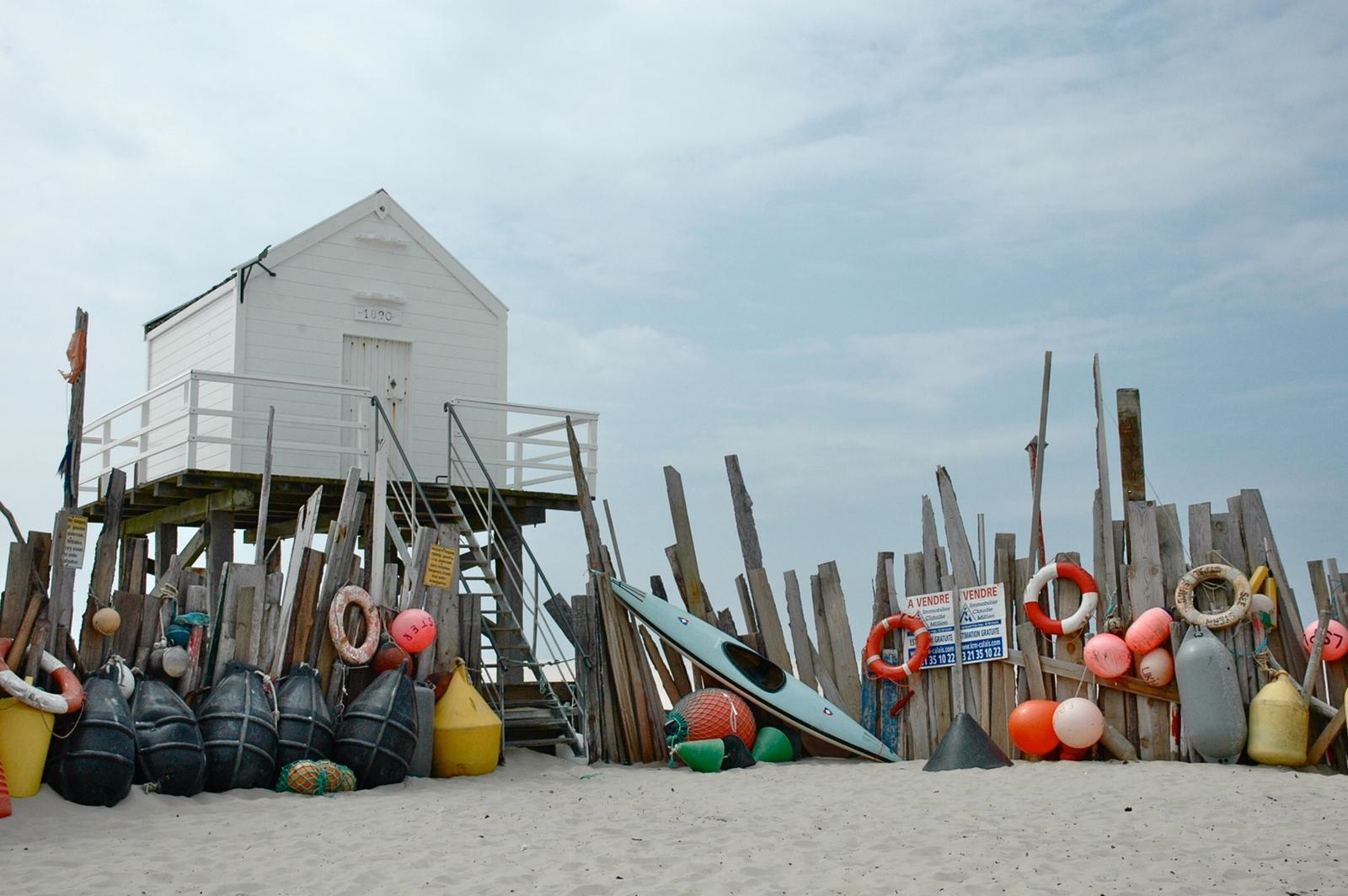
Het witte drenkelingenhuisje gezien vanbinnen de omheining van wrakhout en aangespoelde spullen. In het huisje is het strandjuttersmuseum gevestigd

Het drenkelingenhuisje is een monument gelegen in het zuidwesten van de Vliehors op het Nederlandse Waddeneiland Vlieland en is ingericht als klein strandjuttersmuseum.
Het huisje stamt uit 1890 en werd hier neergezet als schuilplaats voor schipbreukelingen. Als een schip tijdens een storm verging konden zij het opvallend wit geverfde huisje bereiken, alwaar dekens, eenvoudige voedingsmiddelen en water waren opgeslagen. Er was ook een telefoonverbinding met het ruim acht kilometer verderop gelegen posthuis. Nadat de storm was gaan liggen werden de schipbreukelingen met paard en wagen opgehaald.
Tegenwoordig is het huisje ingericht met allerhande spullen die tijdens het strandjutten zijn gevonden. Ook de omheining is opgebouwd uit wrakhout en boeien. Het huisje is in de zomermaanden bereikbaar met de Vliehors-express, een bus met extra grote wielen. ‘s Avonds wordt er een kampvuur met muziek georganiseerd. Het huisje is beschikbaar als trouwlocatie.
In de herfst wordt de omheining weggehaald en in de lente weer opnieuw opgebouwd.

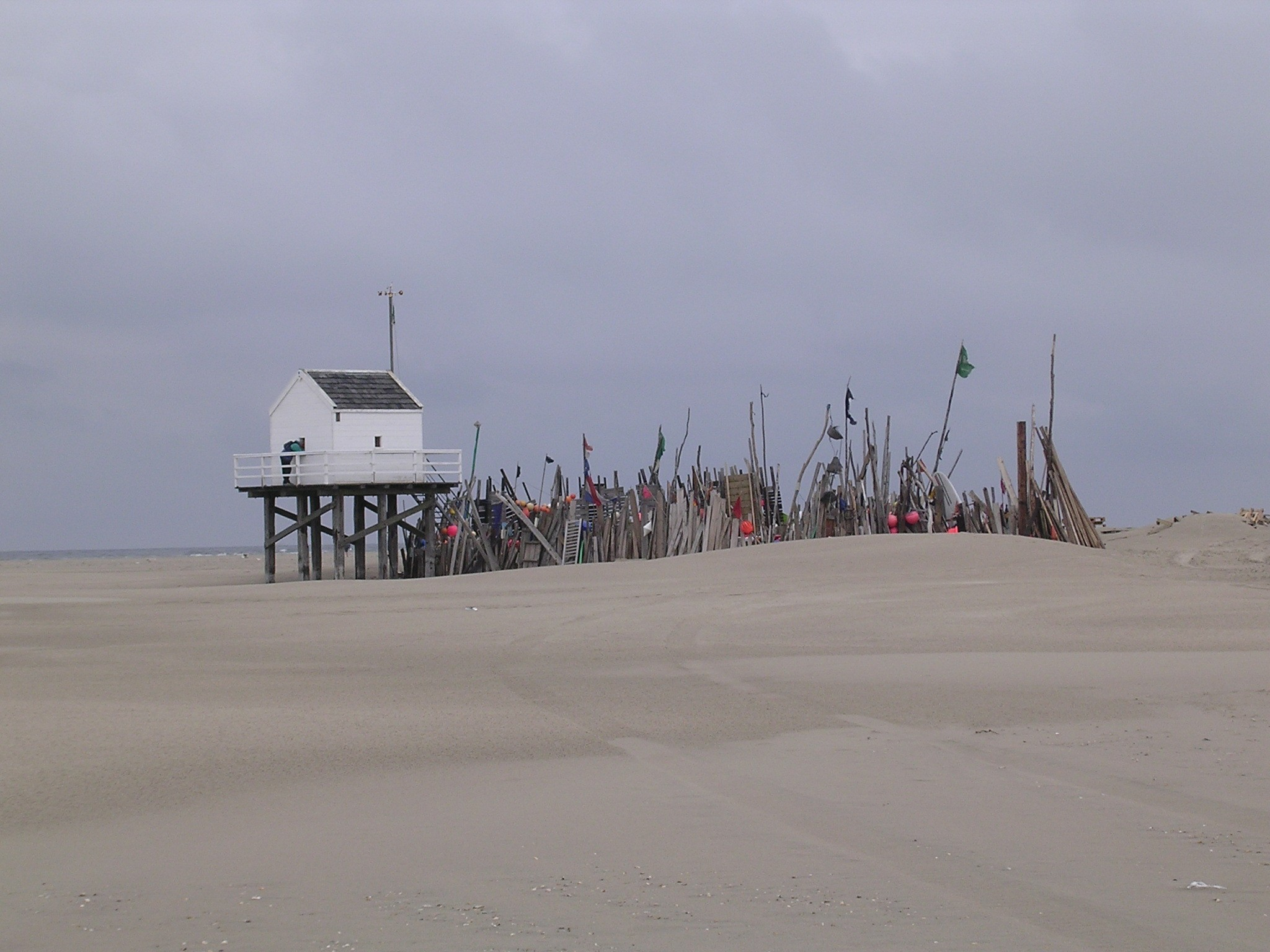
Het drenkelingenhuisje met de schutting van wrakhout
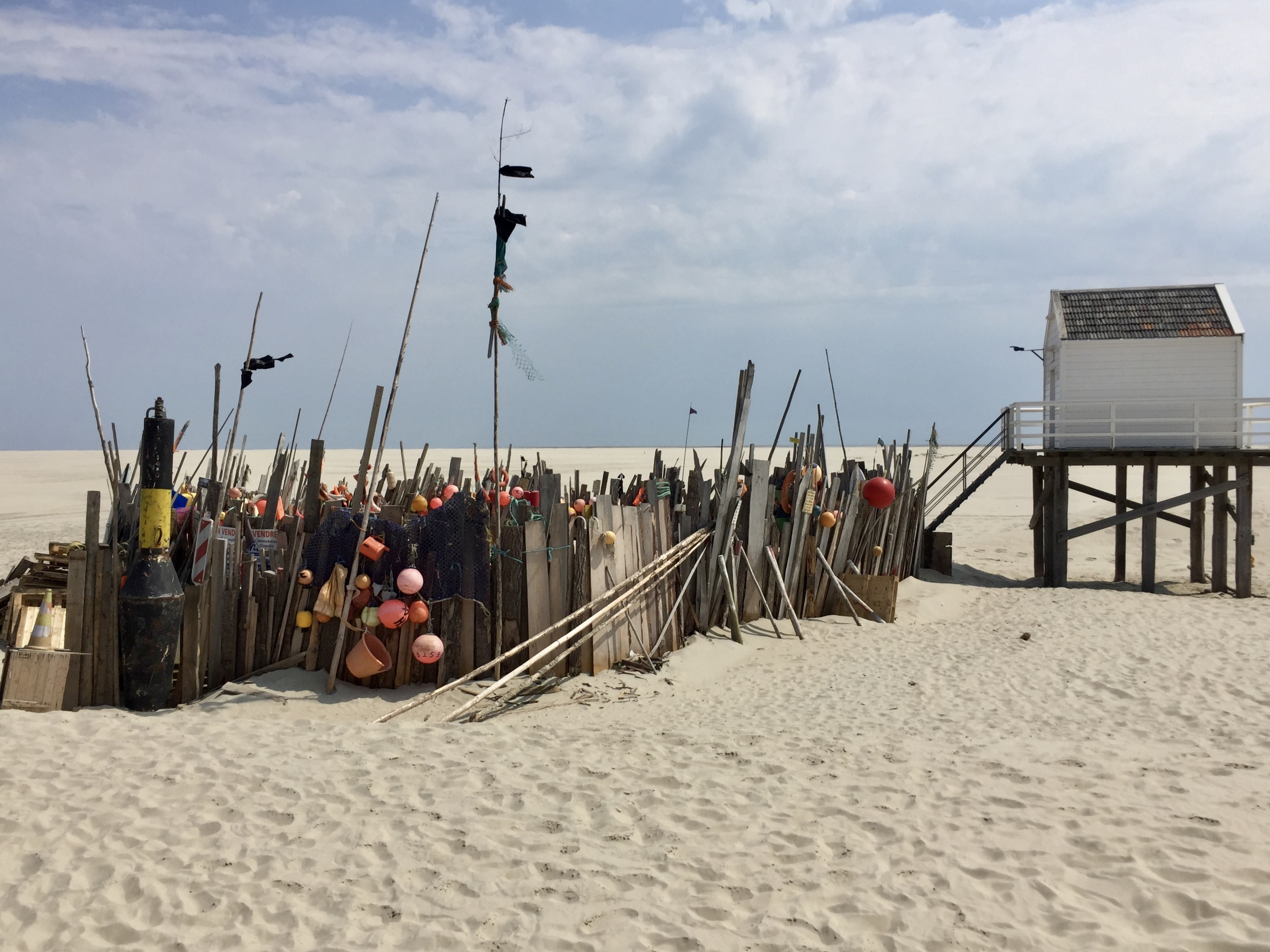
Het bouwwerk van dichtbij